# Finnischer Fußballpokal 2006
Der Finnische Fußballpokal 2006 (finnisch Suomen Cup 2006) war die 52. Austragung des finnischen Pokalwettbewerbs. Er wurde vom finnischen Fußballverband ausgetragen. Das Finale fand am 4. November 2006 im Finnair Stadion von Helsinki statt.
Pokalsieger wurde HJK Helsinki. Das Team setzte sich im Finale gegen Kokkolan Palloveikot durch und qualifizierte sich damit für den UEFA-Pokal. Titelverteidiger Haka Valkeakoski war in der 6. Runde gegen Turku PS ausgeschieden.
Alle Begegnungen wurden in einem Spiel ausgetragen. Bei unentschiedenem Ausgang wurde das Spiel um zweimal 15 Minuten verlängert. Stand danach kein Sieger fest, folgte ein Elfmeterschießen.

## Teilnehmende Teams
Die Teilnahme war freiwillig. Insgesamt 368 Mannschaften hatten für den Pokalwettbewerb gemeldet. Dabei waren auch Juniorenmannschaften (U-20), Seniorenmannschaften (JKKI – Jalkapallon Kannossa Kaiken Ikää = Fußball für alle Altersgruppen), sowie zweite und weitere Vertretungen eines Vereins. Die Mannschaften der ersten drei Ligen stiegen in der 4. Runde ein. Die vier Europacup-Teilnehmer starteten in der 6. Runde.
| Runde         | Zugänge | Sieger der letzten Runde | Spiele / Sieger |
| ------------- | ------- | ------------------------ | --------------- |
| 1. Runde      | 1320    | –                        | 66              |
| 2. Runde      | 1820    | 66                       | 1240            |
| 3. Runde      | –       | 1240                     | 62              |
| 4. Runde      | 50      | 62                       | 56              |
| 5. Runde      | –       | 56                       | 28              |
| 6. Runde      | 04      | 28                       | 16              |
| 7. Runde      | –       | 16                       | 08              |
| Viertelfinale | –       | 08                       | 04              |
| Halbfinale    | –       | 04                       | 02              |
| Finale        | –       | 02                       | 01              |
| Gesamt        | 3680    |                          | 3670            |

## 1. Runde
|                                | Ergebnis              |                             |
| ------------------------------ | --------------------- | --------------------------- |
| Käpylän Sekunda                | 01:12                 | FC Kiffen 08 Helsinki-2     |
| Atlantis FC U-20               | 2:1                   | Savannan Pallo              |
| Jalkapalloseura Zyklon         | 6:1                   | Helsingin Palloseura        |
| FC Tavastia                    | 2:1                   | Colo-Colo Helsinki          |
| FC Viikingit U-20              | 2:8                   | Puistolan Urheilijat        |
| Pohjois-Haagan Urheilijat-3    | 2:4                   | IKHTYS Helsinki             |
| Malminkartanon PETO            | 2:3                   | Suurmetsän Urheilijat       |
| IF Gnistan-3                   | 8:0                   | FC Homer Helsinki           |
| Suurmetsän Urheilijat/JKKI-35  | 00:11                 | FC Itä-Helsinki             |
| Geishan Pallo-2                | 0:2                   | Lapuan Palloseura-2         |
| Töölön Vesa                    | 7:0                   | FC Puotila                  |
| FC Kuitu                       | 00:16                 | PK-35 Helsinki-2            |
| Kurvin Vauhti                  | 2:3                   | Helsingin Kukkaislapset     |
| Herttoniemen Toverit           | 4:1                   | Pajamäen Pallo-Veikot-2     |
| FC Babylon Espoo-2             | 00:15                 | Pitkäjärven Miesten PS      |
| Koivukylän Palloseura          | 03:10                 | FC Futura                   |
| AC Vantaa                      | 3:3 n. V. (3:4 i. E.) | Tikkurilan PS               |
| FCK Salamat-2                  | 03:0 1                | Haukilahden Pallo-2         |
| FC Pathoven                    | 1:5                   | Espoon Palloseura U-20      |
| Jalkapalloseura Stars Lahti    | 0:1                   | Nurmijärven Jalkapalloseura |
| Järvenpään PS                  | 5:1                   | Porvoon Akilles             |
| Veikkolan Veikot               | 6:0                   | Kivitaipaleen Nuorisoseura  |
| Otaniemen Jyllääjät            | 00:14                 | Nummelan Palloseura         |
| Keravan Pallo-75 U-20          | 00:3 2                | FC Reipas U-20              |
| FC Kasiysi Espoo               | 0:3                   | Vantaan Jalkapalloseura     |
| Hyvinkään Ares -86             | 2:3                   | Olarin Tarmo-77-2           |
| Tuusulan Palloseura-2          | 2:4                   | FC Vantaa                   |
| FC Medicin Man                 | 1:9                   | Esbo BK                     |
| Masalan Kisan                  | 12:10                 | Olarin Tarmo-77             |
| PK-50 Vantaa-2                 | 00:13                 | FCK Salamat                 |
| FC Babylon Espoo               | 00:12                 | PK Keski-Uusimaa            |
| IF Sibbo-Vargarna              | 2:3 n. V.             | PK-50 Vantaa                |
| PEPO Lappeenranta              | 2:2 n. V. (5:3 i. E.) | Myllykosken Pallo -47 U-20  |
| Korian Ponsi                   | 0:7                   | Taipalsaaren Veikot         |
| Voikkaan Pallo-Peikot          | 1:7                   | Valkealan Kajo              |
| Wilmanstrand IFK/JKKI-35       | 3:1                   | Haminan Pallo-Kissat        |
| Ruokolahden PS                 | 01:11                 | Kotkan Työväen Palloilijat  |
| Haapamäen Pallo-Pojat          | 1:4                   | Palokan Riento              |
| Souls AC Jyväskylä             | 1:2 n. V.             | Jämsänkosken Ilves          |
| Karstulan Kiva                 | 1:7                   | Blue Eyes Jyväskylä         |
| FC Nurmes                      | 02:20                 | Pallo-Kerho 37-2            |
| Outokummun Pallo               | 3:1                   | Toivalan Urheilijat         |
| Kuiruveden Palloilijat/JKKI-35 | 2:5                   | Joensuun Palloseura         |
| Lapinlahden Pallo -95          | 0:9                   | Pallo-Kerho 37              |
| Manhattan Project Kuopio       | 3:8                   | SC Zulimanit                |
| Paimion Haka                   | 2:4                   | Sporting Club Raisio        |
| Ruskon Pallo -67               | 1:5                   | FC Boda Dragsfjard          |
| FC Turku -82                   | 00:15                 | Turku PS U-20               |
| Turun Ponteva                  | 2:1                   | BFB Piikkiö                 |
| AC Eerolan Pallo               | 0:6                   | Kangasalan Voitto           |
| Linnavuoren Lukko              | 2:9                   | Tampereen Pallo-Veikot U-20 |
| Haka Valkeakoski U-20          | 4:1                   | Lammin Veto                 |
| FC Melody                      | 1:5                   | Koovee Jalkapallo-2         |
| Tampereen Pallo-Veikot-2       | 1:0                   | Hämeenlinnan Härmä          |
| Pispalan Ponnistus -79         | 3:2                   | Tampereen Kisa-Toverit U-20 |
| FC Voltti-96                   | 00:11                 | Pirkkalan JK                |
| Kokemäen Pallo                 | 0:6                   | Musan Salama                |
| TP-Seinäjoki U-20              | 1:2 n. V.             | Ilmajoen Kisailijat         |
| Hyllykallion Myrsky            | 1:4 n. V.             | Norrvalla FF-2              |
| Vähänkyron Viesti              | 0:2                   | Nurmon Pallo                |
| Oulaisten Huima                | 1:9                   | Esse IK                     |
| Larsmo BK                      | 3:2                   | Kaustisen Pohjan-Veikot     |
| FC RAI Oulu                    | 1:4                   | Kempeleen Pallo -77         |
| Palloseiskat Kartano           | 02:16                 | FC Kurenpojat               |
| Haukiputaan Pallo              | 1:2                   | Tervarit Oulu               |
| Inter Välivainio FC            | 0:5                   | Kajaanin Haka               |

## 2. Runde
|                                 | Ergebnis              |                                 |
| ------------------------------- | --------------------- | ------------------------------- |
| Pohjois-Haagan Urheilijat-4     | 5:0                   | Real Inferno CF                 |
| FC Kontu                        | 0:7                   | Pohjois-Haagan Urheilijat       |
| Käpylän Pallo                   | 0:4                   | Herttoniemen Toverit            |
| Helsingfors IFK-2               | 4:2                   | Roihuvuoren Urheilijat          |
| HJK-Liiga U-20                  | 2:0                   | IF Gnistan U-20                 |
| Jalkapalloseura Zyklon          | 0:3                   | FC Kontu-2                      |
| FC Viikingit-2                  | 3:0                   | Karhupuiston Vartijat           |
| FC Kiffen 08 Helsinki-2         | 1:3                   | FC Itä-Helsinki                 |
| PK-35 Helsinki-2                | 6:0                   | Malmin Ponnistajat              |
| HDS Helsinki                    | 1:3                   | AC Stadin Sissit                |
| Pallo Hukassa -99               | 1:1 n. V. (5:4 i. E.) | IF Gnistan-2                    |
| IKHTYS Helsinki                 | 2:2 n. V. (2:4 i. E.) | Helsingin Kukkaislapset         |
| HDS Helsinki-2                  | 0:7                   | Helsingfors IFK                 |
| Kuukkari Rangers                | 01:13                 | Zenith Myllypuro                |
| Töölön Vesa                     | 0:1                   | Puistolan Urheilijat            |
| Lapuan Palloseura               | 1:1 n. V. (6:5 i. E.) | Toukolan Teräs Avauspotku       |
| IF Gnistan                      | 5:1                   | FC Juhlahevoset                 |
| FC Populus                      | 1:5                   | Suurmetsän Urheilijat           |
| FC Tavastia                     | 2:3                   | Atlantis FC                     |
| FC Pakila                       | 2:4                   | Pohjois-Haagan Urheilijat U-20  |
| ECL Helsinki                    | 1:4                   | Käpylän Pallo U-20              |
| Haukilahden Pallo-3             | 4:2                   | Nouseva Laaka                   |
| FC Vantaa                       | 0:1                   | Tikkurilan PS                   |
| PK-50 Vantaa/JKKI-35            | 2:1                   | Hyvinkään Apollo                |
| Nurmijärven Jalkapalloseura-3   | 7:1                   | PK-50 Vantaa                    |
| FC Västnyland                   | 4:1                   | Pitkäjärven Miesten PS-2        |
| Tikkurilan PS-2                 | 0:8                   | Nurmijärven Jalkapalloseura     |
| FCK Salamat                     | 2:4                   | FC Reipas                       |
| Etelän-Espoon Pallo             | 4:3                   | Riipilän Raketissa              |
| Lahden City Stars               | 03:0 1                | Vandas Lokomotiv                |
| Hiekkaharjun Vääntö             | 0:8                   | Espoon Palloseura U-20          |
| Esbo BK                         | 5:0                   | Vantaan Jalkapalloseura         |
| FC Futura                       | 5:0                   | Leppävaaran Pallo               |
| Korson Palloseura               | 1:2                   | FC Kelohonka                    |
| Nurmijärven Jalkapalloseura-2   | 0:2                   | Team Grani Kauniainen           |
| PK Keski-Uusimaa                | 1:0                   | Järvenpään PS                   |
| Masalan Kisan                   | 3:4                   | Pitkäjärven Miesten PS          |
| Lohjan Pallo                    | 4:0                   | Nummelan Palloseura             |
| Veikkolan Veikot                | 0:1                   | Haukilahden Pallo               |
| FCK Salamat-2                   | 4:0                   | Nastolan Nopsa                  |
| AC JazzPa                       | 02:11                 | SexyPöxyt                       |
| Olarin Tarmo-77                 | 0:3                   | Orimattilan Pedot               |
| FC Kuusysi                      | 5:0                   | Keravan Pallo-75                |
| Itä-Vantaan Urheilijat          | 1:1 n. V. (3:4 i. E.) | Riihimäen Ilves                 |
| Kotkan Jäntevä                  | 0:3                   | JK Rakuunat Junioren U-20       |
| Ristiinan Pallo                 | 1:4                   | Imatran Pallo-Salamat           |
| Savonlinnan Työväen Palloseura  | 6:1                   | Karhulan Peli-Karhut            |
| PEPO Lappeenranta               | 3:0                   | Kotkan Työväen Palloilijat      |
| Keikyän Yritys                  | 3:3 n. V. (4:1 i. E.) | Valkealan Kajo/JKKI-35          |
| Lauritsalan Työväen Palloilijat | 0:2                   | Heinolan Palloilijat-47         |
| Otavan Viesti                   | 3:1 n. V.             | Taipalsaaren Veikot             |
| Wilmanstrand IFK/JKKI-35        | 3:5 n. V.             | Purha Inkeroinen                |
| FC LaBamba                      | 1:5                   | Kultsu Joutseno                 |
| FC Terminal                     | 2:2 n. V. (9:8 i. E.) | Voikkaan Potkupallo Kerho       |
| Popiniemen Ponnistus            | 2:1                   | FC Villisiat Elimäki            |
| PEPO Lappeenranta-2             | 1:3                   | Kreipas Team Lahti              |
| Sudet Kouvola                   | 0:7                   | Valkealan Kajo                  |
| Kangasniemen Palloilijat        | 3:4                   | Säynätsalon Riento              |
| Palokan Riento                  | 2:4                   | Lohikosken Pallokerho           |
| Keuruun Pallo                   | 1:5                   | Blue Eyes Jyväskylä             |
| Kampuksen Dynamo                | 2:6                   | FC Keitele Jazz                 |
| Pihtiputaan Pallokerho          | 1:0                   | Jämsänkosken Ilves              |
| JIPPO Joensuu                   | 3:0                   | Rautalammin Urheilijat          |
| Pappa Zulut/JKKI-35             | 5:1                   | Pallo-Kerho 37-2                |
| Lehmon Pallo-77                 | 2:1                   | Siilinjärven Palloseura         |
| AFC Keltik Joensuu              | 2:2 n. V. (4:3 i. E.) | Nilsiän Pallo-Haukat            |
| Suonenjoen Pallo -52            | 0:1                   | SC Zulimanit                    |
| Lihamylly Joensuu               | 0:6                   | Sawopool United                 |
| Pallo-Kerho 37                  | 4:1                   | Warkaus JK                      |
| Punavuoren Pallo/JKKI-35        | 4:5                   | SC Riverball                    |
| Savon Pallo                     | 3:1                   | Joensuun Palloseura             |
| Outokummun Pallo                | 3:2                   | Rautavaaran Raiku               |
| Juuan Palloseura                | 3:1                   | Tohmajärven Palloseura-90       |
| SC Riverball-2                  | 1:0                   | Pieksämäen Seudun Futaajat      |
| Nations United Turku            | 0:3                   | Raision Työväen Palloilijat     |
| Salon Vilpas-2                  | 0:5                   | FC Boda Dragsfjard              |
| Mynämäen Pallo -53              | 0:7                   | Jyrkkälän Tykit                 |
| Turun Pallokerho-3              | 0:5                   | Turun Toverit                   |
| Lievestuoren Toive-2            | 1:2                   | FC Vehmaa                       |
| Turun Ponteva                   | 1:8                   | Turku PS U-20                   |
| Littoisten Työväen Urheilijat   | 4:0                   | Sporting Club Raisio            |
| Piikkiön Palloseura             | 0:4                   | ÅIFK Turku                      |
| Torre Calcio Turku              | 1:1 n. V. (3:1 i. E.) | Jomala IK                       |
| FC Vapsi Sastamala              | 0:2                   | Tervakosken Pato                |
| Tervakosken Pato-2              | 3:2                   | FC Tampere U-20                 |
| FC Kivitasku                    | 2:3                   | Pirkkalan JK                    |
| Koovee Jalkapallo-2             | 5:0                   | FC Härmälä                      |
| Tampereen Pallo-Veikot          | 0:8                   | Toijalan Pallo -49              |
| Kangasalan Voitto               | 5:0                   | Toijalan Pallo -49 U-20         |
| Jukola Jaguars                  | 3:2                   | Nokian Palloseura               |
| Sääksjärven Loiske              | 5:0                   | Ylöjärven Ryhti                 |
| Pispalan Ponnistus -79          | 0:8                   | Koovee Jalkapallo               |
| Polla Tampere-2                 | 6:0                   | Tampereen JK                    |
| Haka Valkeakoski U-20           | 7:0                   | Tampereen Pallo-Veikot U-20     |
| Kaiharin Koetus -86             | 0:2                   | Viialan Peli-Veikot             |
| Sääksmäen Sopu                  | 9:3                   | Parkunmäen Apassit              |
| Kuninkaallinen Kristallipalatsi | 00:10                 | PP-70 Tampere                   |
| FC Car Sport Team/JKKI-35       | 0:3                   | Valkeakosken Koskenpojat        |
| Luvian Veto                     | 0:8                   | Euran Pallo                     |
| Musan Salama                    | 2:0 n. V.             | Ruosniemen Visa                 |
| Porin Palloilijat               | 0:7                   | FC Rauma                        |
| Toejoen Veikot                  | 0:2                   | Vanhankylän Alku                |
| Soinin Tiikerit                 | 00:3 2                | Norrvalla FF                    |
| Seinäjoen Sisu/JKKI-35          | 01:14                 | Norrvalla FF-2                  |
| Kortesjärven Järvi-Veikot       | 01:10                 | Nurmon Pallo                    |
| Seinäjoen Sisu                  | 1:4                   | Ilmajoen Kisailijat             |
| Alavuden Peli-Veikot            | 2:1                   | Vasa IFK U-20                   |
| Laihian Luja                    | 0:0 n. V. (3:4 i. E.) | Sporting Kristina               |
| FC Korsholm-2                   | 3:2 n. V.             | Kurikan Ryhti                   |
| Munsala United                  | 0:8                   | IK Myran Nedervetil             |
| Larsmo BK                       | 1:3                   | Gamlakarleby BK-2               |
| FC Sääripotku                   | 0:5                   | FF Jaro-2                       |
| Esse IK                         | 4:1                   | Pedersöre FF                    |
| Kokkolan Palloveikot-2          | 6:1                   | Ykspihlajan Reima               |
| Yrityksen FC Bluus              | 0:9                   | BK Öja-73                       |
| Oulun Reipas                    | 2:0                   | Rovaniemen Kanuunat             |
| Kajaanin Haka                   | 0:2                   | Oulun Palloseura Junioren U-20  |
| Keminmaan Pallo                 | 3:2                   | Kempeleen Pallo -77             |
| Outokummun Pallo                | 1:1 n. V. (4:5 i. E.) | FC Rio Grande                   |
| Tervarit Oulu                   | 1:2                   | FC Raahe                        |
| Oulun Luistinseura              | 1:2                   | Rovaniemi United                |
| Oulun Tarmo                     | 1:4                   | FC Tarmo                        |
| Oulunsalon Pallo                | 1:7                   | FC Kurenpojat                   |
| FC Nets Oulu                    | 1:6                   | Oulun Jalkapalloklubi Sugarboys |

## 3. Runde
|                                 | Ergebnis               |                                |
| ------------------------------- | ---------------------- | ------------------------------ |
| Käpylän Pallo                   | 1:1 n. V. (1:3 i. E.)  | PK-35 Helsinki-2               |
| Nurmijärven Jalkapalloseura     | 2:0                    | Suurmetsän Urheilijat          |
| PK Keski-Uusimaa                | 0:1                    | Lahden City Stars              |
| Etelän-Espoon Pallo             | 3:2                    | FC Kontu-2                     |
| FC Viikingit-2                  | 0:7                    | Puistolan Urheilijat           |
| AC Stadin Sissit                | 0:6                    | Helsingfors IFK                |
| Pohjois-Haagan Urheilijat-4     | 3:1                    | FC Kelohonka                   |
| Pallo Hukassa -99               | 4:5                    | IF Gnistan-3                   |
| Riihimäen Ilves                 | 3:2                    | HJK-Liiga U-20                 |
| Esbo BK                         | 6:0                    | FC Itä-Helsinki                |
| Helsingfors IFK-2               | 5:1                    | PK-50 Vantaa/JKKI-35           |
| Nurmijärven Jalkapalloseura-3   | 0:3                    | Pohjois-Haagan Urheilijat      |
| Zenith Myllypuro                | 6:0                    | Haukilahden Pallo              |
| Team Grani Kauniainen           | 0:4                    | SexyPöxyt Espoo                |
| Haukilahden Pallo               | 0:5                    | Herttoniemen Toverit           |
| Helsingin Kukkaislapset         | 2:4                    | Pohjois-Haagan Urheilijat      |
| FC Kuusysi                      | 3:1                    | Espoon Palloseura U-20         |
| Orimattilan Pedot               | 0:3                    | Pitkäjärven Miesten PS         |
| Lapuan Palloseura-2             | 0:7                    | Lohjan Pallo                   |
| FCK Salamat-2                   | 0:8                    | Atlantis FC U-20               |
| Tikkurilan PS                   | 0:1                    | FC Reipas U-20                 |
| FC Västnyland                   | 00:10                  | FC Futura                      |
| Kreipas Team Lahti              | 2:1 n. V.              | Heinolan Palloilijat-47        |
| Keikyän Yritys                  | 1:2                    | Savonlinnan Työväen Palloseura |
| FC Terminal                     | 4:1                    | JK Rakuunat Junioren U-20      |
| Popiniemen Ponnistus            | 1:3                    | Purha Inkeroinen               |
| Imatran Pallo-Salamat           | 0:6                    | Valkealan Kajo                 |
| Kultsu Joutseno                 | 2:0                    | PEPO Lappeenranta              |
| Pihtiputaan Pallokerho          | 3:2                    | Blue Eyes Jyväskylä            |
| Säynätsalon Riento              | 0:2                    | Lohikosken Pallokerho          |
| Otavan Viesti                   | 1:5                    | FC Keitele Jazz                |
| Sawopool United                 | 0:3                    | SC Zulimanit                   |
| Outokummun Pallo                | 1:2 n. V.              | JIPPO Joensuu-2                |
| AFC Keltik Joensuu              | 1:4 n. V.              | Savon Pallo                    |
| Pappa Zulut/JKKI-35             | 1:7                    | SC Riverball                   |
| SC Riverball-2                  | 1:5                    | Lehmon Pallo-77                |
| Juuan Palloseura                | 0:5                    | Pallo-Kerho 37                 |
| Toijalan Pallo -49              | 5:2                    | Littoisten Työväen Urheilijat  |
| Raision Työväen Palloilijat     | 1:6                    | Turun Toverit                  |
| Turku PS U-20                   | 6:6 n. V. (9:10 i. E.) | ÅIFK Turku                     |
| Torre Calcio Turku              | 0:9                    | FC Boda Dragsfjard             |
| FC Vehmaa                       | 01:10                  | Jyrkkälän Tykit                |
| Vanhankylän Alku                | 1:6                    | Euran Pallo                    |
| Musan Salama                    | 0:1                    | FC Rauma                       |
| Koovee Jalkapallo               | 7:1                    | Kangasalan Voitto              |
| Tervakosken Pato                | 2:0                    | PP-70 Tampere-2                |
| Jukola Jaguars                  | 1:2                    | Haka Valkeakoski U-20          |
| Sääksmäen Sopu                  | 1:5                    | Pirkkalan JK                   |
| Valkeakosken Koskenpojat        | 6:0                    | Sääksjärven Loiske             |
| Viialan Peli-Veikot             | 5:0                    | Polla Tampere-2                |
| Tervakosken Pato-2              | 5:2 n. V.              | Koovee Jalkapallo-2            |
| Alavuden Peli-Veikot            | 3:2                    | Ilmajoen Kisailijat            |
| Norrvalla FF-2                  | 2:3                    | FC Korsholm-2                  |
| Sporting Kristina               | 1:0                    | Nurmon Pallo                   |
| Gamlakarleby BK-2               | 4:0                    | Esse IK                        |
| IK Myran Nedervetil             | 1:2 n. V.              | BK Öja-73                      |
| Norrvalla FF                    | 7:2                    | FF Jaro-2                      |
| Oulun Reipas                    | 0:7                    | FC Kurenpojat                  |
| Keminmaan Pallo                 | 0:2                    | Oulun Palloseura Junioren U-20 |
| FC Raahe                        | 3:2                    | Kokkolan Palloveikot-2         |
| Oulun Jalkapalloklubi Sugarboys | 2:1                    | Rovaniemi United               |
| FC Tarmo                        | 5:1                    | FC Rio Grande                  |

## 4. Runde
In dieser Runde stiegen die Mannschaften der ersten (9 Teams), zweiten (12) und dritten Liga (29) ein. Unterklassige Teams hatten Heimrecht.
|                                 | Ergebnis              |                                |
| ------------------------------- | --------------------- | ------------------------------ |
| FC Kuusysi                      | 1:2                   | PS-44 Valkeakoski              |
| Pohjois-Haagan Urheilijat       | 0:2                   | Grankulla IFK                  |
| PK-35 Helsinki-2                | 0:1                   | Inter Turku                    |
| Helsingfors IFK-2               | 4:3                   | Pohjois-Haagan Urheilijat U-20 |
| Esbo BK                         | 5:0                   | Turun Toverit                  |
| Zenith Myllypuro                | 00:11                 | PK-35 Helsinki                 |
| Atlantis FC U-20                | 0:1                   | Tampereen Pallo-Veikot         |
| Puistolan Urheilijat            | 3:2                   | IF Gnistan                     |
| Helsingfors IFK                 | 1:2                   | FC Hämeenlinna                 |
| Herttoniemen Toverit            | 0:5                   | FC Lahti                       |
| Pitkäjärven Miesten PS          | 2:6                   | FC Honka Espoo                 |
| SexyPöxyt Espoo                 | 1:3                   | FC Espoo                       |
| Riihimäen Ilves                 | 0:4                   | Turku PS                       |
| FC Boda Dragsfjard              | 1:2                   | IFK Mariehamn                  |
| IF Gnistan-3                    | 0:4                   | Klubi 04                       |
| Pohjois-Haagan Urheilijat-4     | 0:3                   | Hyvinkään Palloseura           |
| Etelän-Espoon Pallo             | 2:1                   | FC Reipas U-20                 |
| Lahden City Stars               | 3:0                   | FC Kontu                       |
| FC Futura                       | 0:4                   | FC Viikingit                   |
| Nurmijärven Jalkapalloseura     | 0:5                   | Atlantis FC                    |
| Lohjan Pallo                    | 2:1 n. V.             | Someron Voima                  |
| Jyrkkälän Tykit                 | 0:2 n. V.             | Pargas IF                      |
| Tervakosken Pato                | 0:6                   | PP-70 Tampere                  |
| Toijalan Pallo -49              | 1:2                   | Tampereen Kisa-Toverit         |
| ÅIFK Turku                      | 2:3                   | Pallo-Iirot Rauma              |
| FC Rauma                        | 1:2                   | FC Korsholm                    |
| Pirkkalan JK                    | 0:1 n. V.             | Porin Palloilijat              |
| Haka Valkeakoski U-20           | 0:2                   | FF Jaro                        |
| Viialan Peli-Veikot             | 0:5                   | Vaasan PS                      |
| Valkeakosken Koskenpojat        | 2:4 n. V.             | Sepsi-78 Seinäjoki             |
| Tervakosken Pato-2              | 0:4                   | FC Kiisto Vaasa                |
| Euran Pallo                     | 0:2                   | TP-Seinäjoki                   |
| FC Korsholm-2                   | 00:11                 | Jakobstads BK                  |
| Koovee Jalkapallo               | 2:2 n. V. (6:7 i. E.) | Lapuan Virkiä                  |
| Sporting Kristina               | 2:3                   | Närpes Kraft FF                |
| Gamlakarleby BK-2               | 2:3                   | Oulun Palloseura               |
| Oulun Palloseura Junioren U-20  | 0:5                   | Rovaniemi PS                   |
| BK Öja-73                       | 0:4                   | Gamlakarleby BK                |
| FC Kurenpojat                   | 3:9                   | PS Kemi Kings                  |
| Alavuden Peli-Veikot            | 0:7                   | Oulun Luistinseura             |
| Oulun Jalkapalloklubi Sugarboys | 00:12                 | Tornion Pallo -47              |
| FC Raahe                        | 2:4                   | Ylöjärven Pallo                |
| Norrvalla FF                    | 0:4                   | Kokkolan Palloveikot           |
| FC Tarmo                        | 2:4                   | Terjärv Ungdoms SK             |
| SC Zulimanit                    | 0:4                   | JIPPO Joensuu                  |
| Pihtiputaan Pallokerho          | 00:11                 | JK Rakuunat                    |
| Kultsu Joutseno                 | 1:0                   | JJK Jyväskylä                  |
| Kreipas Team Lahti              | 2:4                   | Mikkelin Palloilijat           |
| FC Terminal                     | 2:0                   | Lohikosken Pallokerho          |
| Valkealan Kajo                  | 1:0                   | Äänekosken Huima               |
| Purha Inkeroinen                | 00:10                 | FC KooTeePee                   |
| Savonlinnan Työväen Palloseura  | 1:6                   | Kuopion PS                     |
| FC Keitele Jazz                 | 1:2 n. V.             | Pallo-Kerho 37                 |
| Lehmon Pallo-77                 | 2:1                   | SC Riverball                   |
| JIPPO Joensuu-2                 | 0:2                   | FC Vaajakoski                  |
| Savon Pallo                     | 2:2 n. V. (5:4 i. E.) | FC Kuusankoski                 |

## 5. Runde
Unterklassige Teams hatten Heimrecht.
|                        | Ergebnis              |                      |
| ---------------------- | --------------------- | -------------------- |
| FC Kiisto Vaasa        | 1:4                   | Kokkolan Palloveikot |
| FC Vaajakoski          | 1:0 n. V.             | FF Jaro              |
| Oulun Palloseura       | 1:0                   | Tornion Pallo -47    |
| Lehmon Pallo-77        | 1:3                   | Oulun Luistinseura   |
| FC Korsholm            | 1:2 n. V.             | JIPPO Joensuu        |
| Sepsi-78 Seinäjoki     | 4:0                   | Terjärv Ungdoms SK   |
| Närpes Kraft FF        | 0:2 n. V.             | Gamlakarleby BK      |
| PS Kemi Kings          | 2:2 n. V. (3:2 i. E.) | Rovaniemi PS         |
| Savon Pallo            | 0:5                   | Vaasan PS            |
| Jakobstads BK          | 4:2                   | Ylöjärven Pallo      |
| Lapuan Virkiä          | 3:6 n. V.             | TP-Seinäjoki         |
| Pallo-Kerho 37         | 0:5                   | Kuopion PS           |
| Grankulla IFK          | 2:1                   | FC KooTeePee         |
| Hyvinkään Palloseura   | 1:2                   | IFK Mariehamn        |
| Tampereen Pallo-Veikot | 1:1 n. V. (3:2 i. E.) | Mikkelin Palloilijat |
| JK Rakuunat            | 2:3 n. V.             | FC Lahti             |
| Lahden City Stars      | 3:0                   | FC Espoo             |
| Lohjan Pallo           | 2:4                   | FC Hämeenlinna       |
| Porin Palloilijat      | 1:0                   | Pallo-Iirot Rauma    |
| Pargas IF              | 1:4                   | FC Honka Espoo       |
| Etelän-Espoon Pallo    | 0:6                   | Inter Turku          |
| Puistolan Urheilijat   | 0:2                   | Klubi 04             |
| FC Terminal            | 00:3 2                | Kultsu Joutseno      |
| Tampereen Kisa-Toverit | 0:4                   | Turku PS             |
| PS-44 Valkeakoski      | 1:3                   | PP-70 Tampere        |
| Valkealan Kajo         | 0:5                   | FC Viikingit         |
| Atlantis FC            | 4:2                   | PK-35 Helsinki       |
| Helsingfors IFK-2      | 2:3                   | Esbo BK              |

## 6. Runde
In dieser Runde stiegen die vier Europacup-Teilnehmer MyPa, HJK, Tampere United und Haka ein.
|                        | Ergebnis              |                       |
| ---------------------- | --------------------- | --------------------- |
| Sepsi-78 Seinäjoki     | 2:3                   | Esbo BK               |
| Atlantis FC            | 2:4 n. V.             | FC Lahti              |
| JIPPO Joensuu          | 2:3 n. V.             | FC Honka Espoo        |
| Oulun Palloseura       | 1:4                   | Oulun Luistinseura    |
| FC Viikingit           | 2:1 n. V.             | Myllykosken Pallo -47 |
| Grankulla IFK          | 1:4                   | Kokkolan Palloveikot  |
| PP-70 Tampere          | 2:1                   | FC Hämeenlinna        |
| Tampereen Pallo-Veikot | 1:6                   | Kuopion PS            |
| FC Vaajakoski          | 1:4                   | IFK Mariehamn         |
| Vaasan PS              | 1:1 n. V. (3:4 i. E.) | Inter Turku           |
| PS Kemi Kings          | 4:2                   | Klubi 04              |
| Kultsu Joutseno        | 1:0                   | Gamlakarleby BK       |
| Lahden City Stars      | 1:2                   | Porin Palloilijat     |
| Sepsi-78 Seinäjoki     | 0:6                   | HJK Helsinki          |
| Turku PS               | 1:1 n. V. (4:1 i. E.) | Haka Valkeakoski      |
| Jakobstads BK          | 1:2                   | Tampere United        |

## 7. Runde
|                      | Ergebnis               |                   |
| -------------------- | ---------------------- | ----------------- |
| FC Viikingit         | 0:1                    | HJK Helsinki      |
| Oulun Luistinseura   | 0:3                    | FC Lahti          |
| Kokkolan Palloveikot | 2:1 n. V.              | IFK Mariehamn     |
| Turku PS             | 3:2                    | Porin Palloilijat |
| Kuopion PS           | 2:1                    | PP-70 Tampere     |
| FC Honka Espoo       | 1:1 n. V. (9:10 i. E.) | Inter Turku       |
| Kultsu Joutseno      | 0:1                    | Tampere United    |
| PS Kemi Kings        | 3:0                    | Esbo BK           |

## Viertelfinale
|                      | Ergebnis |                |
| -------------------- | -------- | -------------- |
| Turku PS             | 1:0      | Kuopion PS     |
| Kokkolan Palloveikot | 3:0      | PS Kemi Kings  |
| HJK Helsinki         | 2:1      | FC Lahti       |
| Inter Turku          | 0:2      | Tampere United |

## Halbfinale
|              | Ergebnis  |                      |
| ------------ | --------- | -------------------- |
| Turku PS     | 0:1       | Kokkolan Palloveikot |
| HJK Helsinki | 2:1 n. V. | Tampere United       |

## Finale
| Paarung              | HJK Helsinki – Kokkolan Palloveikot |
| Ergebnis             | 1:0 (0:0) |
| Datum                | 4. November 2006 um 14:30 Uhr (13:30 Uhr MEZ) |
| Stadion              | Finnair Stadion, Helsinki |
| Zuschauer            | 2.447 |
| Schiedsrichter       | Jouni Hietala |
| Tore                 | 1:0 Farid Ghazi (62.) |
| HJK Helsinki         | Ville Wallén – Timo Marjamaa , Iiro Aalto, Vili Savolainen, Antti Pohja – Farid Ghazi, Veli Lampi (90. Jarno Parikka), Tuomas Aho, Markus Halsti – Erfan Zeneli (73. Petri Oravainen), Sebastian Sorsa Cheftrainer: Keith Armstrong |
| Kokkolan Palloveikot | Janne Björkgren – Petri Piispanen, Abdoulie Corr, Ramon Bailey, Dawda Bah – Henri Myntti , Arttu Suutari, Chad Botha – Hannu Ypyä (73. Niko Kalliokoski), Juha Reini (73. Joonas Pennanen) Cheftrainer: Harri Kevari                |